# Khemaïs Tarnane
Khemaïs Tarnane (arabe : خميّس ترنان), de son nom complet Khemaïs Ben Ali Ben Khemaïs Tarnane, né le 1er juillet 1894 à Bizerte et décédé le 31 octobre 1964 à Tunis, est un musicien et chanteur tunisien.

## Jeunesse
Khemaïs Tarnane est issu d'une famille d'origine andalouse qui a immigré en Tunisie vers la fin du XVIIe siècle. Installé à Bizerte, son père Ali et son oncle Mohammed, tous deux chanteurs, lui transmettent tôt leur culture musicale. Son oncle Ahmed l'emmène avec lui à la zaouïa de Sidi Abdelkader pour assister aux chants religieux des troupes de la confrérie. Ces mêmes troupes chantent aussi le malouf tunisien.
Il suit ses études primaires dans une école dirigée par l'écrivain Abderrahman Guiga[réf. nécessaire]. Ce dernier s'oppose à ce que son disciple s'adonne à la musique et au chant. Il voit ce domaine comme étant propice à la négligence des études et des bonnes mœurs. En 1903, Tarnane entre à l'école franco-arabe et s'intéresse à un genre de flûte qu'on appelle à l'époque « ghal ». Après avoir quitté l'école, il regagne l'atelier de tisserand de son père, où il apprend à tisser, et fréquente les cafés qui diffusent à longueur de journées des disques des grands chanteurs égyptiens. À force de les écouter, il apprend un nombre considérable de chansons classiques et ne tarde pas à former un orchestre composé de musiciens juifs tunisiens[réf. nécessaire] où il joue de l'oud. Il acquiert rapidement une solide renommée si bien qu'il décide, en 1915, de se rendre à Tunis pour tenter sa chance dans le domaine musical : il donne tous les soirs un concert dans un café de la médina.

## Fondateur de La Rachidia
Il constitue alors un nouvel orchestre avec Ahmed Karoui. En cette période, la musique tunisienne s'enrichit avec l'arrivée à Tunis d'un groupe d'artistes juifs venus de Tripoli qui fuient le colonialisme italien.
Tarnane enregistre durant cette période des mouachahs, de vieilles chansons ainsi que des morceaux sur piano. Il fait également la connaissance du baron Rodolphe d'Erlanger et fréquente le musicien Ahmed el-Wafi. En novembre 1934 se constitue La Rachidia, dont Tarnane est l'un des fondateurs et professeurs. Parmi ses élèves restés célèbres figurent Boubaker El Mouldi et Salah El Mahdi. Dans les années 1940, Saliha fait son entrée à La Rachidia et Tarnane compose la majorité de ses chansons.
Tarnane meurt le 31 octobre 1964 à l'âge de 70 ans.
En 1972, il fait l'objet d'un documentaire produit et réalisé par Omar Khlifi.